# Serranía de Segura
La Serranía de Segura es un macizo montañoso de la Cordillera Prebética constituido por una serie de sierras de litología predominantemente caliza entre las que destacan las sierras de Segura, de Cazorla y de las Villas en Jaén, la sierra del Gavilán en Murcia, las sierras de Castril y la Sagra en Granada, y la Sierra de Alcaraz en Albacete. Esta serranía destaca porque en ella, y gracias a sus abundantes precipitaciones, nacen dos ríos de gran importancia como son el Guadalquivir y el Segura.
- Datos: Q6125952